# Visitación Conforti
Profª. Dra. Visitación Teresa Dora Conforti de Marconi (n. 1948 ) es una profesora, bióloga, algóloga, botánica, taxónoma, y ecóloga argentina que trabaja en el "Departamento de Biodiversidad y Biología Experimental", siendo allí directora del " Laboratorio de Biología Comparada de Protistas", de la Facultad de Ciencias Exactas y Naturales de la Universidad de Buenos Aires.
En 1973, obtuvo su licenciatura en Ciencias Biológicas, por parte de la UBA. Y en la misma Universidad, en 1983, hizo la defensa de su tesis doctoral Morfología, taxonomía y estereoultraestructura de las Euglenophyta del área Bonaerense
Se ha especializado en el reino de los Protistas, contribuyendo con varios trabajos científicos sobre el tema.
Desde septiembre de 1988 a la actualidad, es profesora adjunta, con dedicación exclusiva.

## Algunas publicaciones
- v. Conforti. 2010. Ultrastructure of the lorica of species (Euglenophyta) from New Jersey, USA. Algological Studies 135, 15–40 resumen en línea

- i. Rocchetta, m. Mazzuca, v. Conforti, l.b. Ruiz, v. Balzaretti, m.c. Ríos de Molina. 2006. Effect of chromium on the fatty acid composition of two strains of Euglena gracilis. Environmental Pollution 141: 353-358 en línea

- -----------------, l.b. Ruiz, m.c. Ríos de Molina, v. Conforti. 2006. Chromium toxicity to Euglena gracilis strains depending on the physicochemical properties of the culture medium. Bull. Environ. Contam. Toxicol. 76: 512-521

- M.A. NUDELMAN, S. ROSSI, V. CONFORTI, R. TRIEMER. 2003. Phylogeny of Euglenophyceae based on SSU rDNA sequences: taxonomic implications. J. of Phycol. 39(1): 226-235

- IARA ROCCHETTA, L. RUIZ, G. MAGAZ, V. CONFORTI. 2003. Effects of Hexavalent Chromium in Two Strains of Euglena gracilis. Bull. Envir. Contamination and Toxicology 70(5): 1045-1051

- V. CONFORTI, L. RUIZ. 2002. Euglenophytes from Chunam reservoir (South Korea) I. Euglena Ehr., Lepocinclis Perty and Phacus Duj. Algological Studies 104: 81-96

- -----------------, ---------. 2001. Euglenophytes from Chunam reservoir (South Korea) II. Trachelomonas Ehr. Algological Studies 102: 117-145

- -----------------, M.C. PÉREZ. 2000. Euglenophyceae of Negro River, Uruguay, South America. Algological Studies 97: 59-78

- -----------------, L. RUIZ. 2000. Morphological study of the lorica of Trachelomonas spillifera Schkorbatov (Euglenophyceae). Algological Studies 98: 109-118

- E. LINTON, M.A. NUDELMAN, V. CONFORTI, R. TRIEMER. 2000. A molecular analysis of the Euglenophytes using SSU rDNA. J. Phycol. 36: 740-746

- D. ECHEVERRIA, V. CONFORTI. 2000. Euglenoid Flagellates present in the gut of microhylid tadpoles of Argentina. Alytes 18 (1-2): 81-89

- V. CONFORTI. 1999. Taxonomic and Ultrastructural Study of Trachelomonas Ehr. (Euglenophyta) from Suptropical Argentina. Criptogamie Algologie 20(3): 167-207

- -----------------. 1999. Diferentes aplicaciones el microscopio electrónico de barrido (MEB) en el estudio de los euglenofitos. Conferencias sobre aspectos metodológicos en algas. Soc. Arg. de Botánica. Notas Botánicas: 47-48

- C. ROJO, E. ORTEGA - MAYAGOITIA, V. CONFORTI. 1999. Fitoplancton del Parque Natural de las Tablas de Daimiel I. Las euglenofitas. Anales del Jardín Botánico de Madrid 57(1): 15-23

- A. NUDELMAN, R. LOMBARDO, V. CONFORTI. 1998. Comparative analysis of envelopes of Trachelomonas argentinensis (Euglenophyta) from different aquatic environments in South America. Algological Studies 89 (1-4): 97 - 105

- L. RUIZ, V. CONFORTI. 1998. Euglenofitos pigmentados del refugio natural educativo Ribera Norte (San Isidro). Bol. Soc. Arg. Bot. 33 (3-4): 141-148

- V. CONFORTI. 1998. Morphological changes of Euglenophyta in response to organic enrichment. Hydrobiologia 369/370: 277-285

- -----------------. 1998. Ultrastructure of the pellicle of some euglenoid flagellates from subtropical Argentina. Iheiringia 50: 49-66

- -----------------. 1991. Taxonomic study of the Euglenophyta of a highly polluted river of Argentina. Nova Hedwigia, 53 (1-2): 73-98

- g. Teu, v.t.d. Conforti. 1986. Euglenophyta pigmentadas de la Argentina. Bibliotheca Phycologica 75: 163-182

- -----------------. 1981. Contribución al conocimiento de las algas de agua dulce de la provincia de Buenos Aires. IX. Physis {Buenos Aires). B. 40: 77-83

### Libros y capítulos
- V. CONFORTI. 2001. Integrante especialista en la redacción del Capítulo "La contaminación del agua" , pp. 107-160. En 'Diagnóstico Ambiental del Área Metropolitana de Buenos Aires" Sistema de Información Ambiental, J. M. Borthagaray, R. Fernandez Prini, M. A. Igarzábal de Nistal, E. San Romáan y Mabel Tudino. Ed. de la Fac. de Arquitectura, Diseño y Urbanismo, UBA

- -----------------. 2000. Capítulo "Los Protistas". En Biología, H. Curtis y N. Sue Barnes, Cap. 28, pp. 773-795, Ed. Médica Panamericana, Buenos Aires, Argentina

- -----------------. 1998. Morphological changes of Euglenophyta in response to organic enrichment. Phytoplankton and Trophic Gradients, Developments in Hydrobiology 129: 277-285. Kluwer Acad. Press

- C. LOUZA, V. CONFORTI. 1993. Apuntes verdes. Ed. Tekne. 58 pp.

- guillermo Tell, visitación Conforti. 1986. Euglenophyta pigmentadas de la Argentina. Facultad de Ciencias Naturales de la UBA. Buenos Aires. 301 pp. ISBN 3443600026

- Visitación t.d. Conforti. 1983. Morfología, taxonomía y estereoultraestructura de las Euglenophyta del área Bonaerense. UBA, Facultad de Ciencias Exactas y Naturales. 550 pp.

## Honores
Miembro de
- Banco de Evaluadores de proyectos PICT y PICTO, en Ciencias Biológicas de células y de moléculas

- La abreviatura «Conforti» se emplea para indicar a Visitación Conforti como autoridad en la descripción y clasificación científica de los vegetales.[3]